# Antoine Tassy
Antoine Tassy (26 de março de 1924) foi um ex-futebolista e treinador haitiano que atuava como defensor.

## Carreira
Antoine Tassy foi o treinador que convocou e comandou o elenco histórico da Seleção Haitiana de Futebol, na Copa do Mundo de 1974.

## Ligações Externas
- Perfil em Fifa.com (em inglês)